# 不准掉頭綜合症

新加坡的駕駛者在沒有路牌標明可以掉頭的路段是不可以掉頭的

不准掉頭綜合症（英語：No U-turn syndrome，簡稱：NUTS），是新加坡企業家沈望傅率先提出的概念，泛指新加坡人在已故領袖李光耀數十年的家長式管治之下，漸漸養成絕對服從上級或過分依賴上級給予指令的社會行為。在他的著作《千禧年後之狂想曲》（Chaotic Thoughts From The Old Millennium）中，他舉例說明，新加坡的駕駛者在沒有路牌標明可以掉頭的路段是不可以掉頭的，同樣的情況在世界其他國家或地區，駕駛者通常會有截然不同的習慣，就是說，在沒有不准掉頭的路牌下，掉頭是沒有問題的。他歸咎這情況於政府過分的管束，嚴重壓制了民眾的創造及想像力，繼而削弱了該國的競爭力。